# دي هافيلاند كندا دي إتش سي 6 توين أوتر
دي هافيلاند كندا دي إتش سي 6 توين أوتر (بالإنجليزية: de Havilland Canada DHC-6 Twin Otter)‏، هي طائرة كندية خفيفة خاصة بالإقلاع والهبوط القصير وتسع 19 راكباً.

## الاستخدام
تستخدم في عدد من الدول حول العالم، هي:
 أفغانستان
 الأرجنتين
 أستراليا
 إثيوبيا
 بنين
 بوتسوانا
 تشيلي
 جمهورية الدومينيكان
 الإكوادور
 فرنسا
 هايتي
 جامايكا
 كندا
 كولومبيا
 ليبيا
 ماليزيا
 المكسيك
 نيبال
 نيجيريا
 النرويج
 بنما
 باراغواي
 بيرو
 الفلبين
 سويسرا
 السنغال
 السودان
 تشاد
 أوغندا
 الولايات المتحدة
 فيتنام